# Paul Faulise
Paul Faulise (* 25. April 1932 in Buffalo; † 5. Juli 2020) war ein US-amerikanischer Jazz- und Studiomusiker (Bassposaune).

## Leben und Wirken
Faulises Vater spielte autodidaktisch Trompete und gab seinem Sohn mit neun Jahren Unterricht. Ein Konzert der Stan Kenton Band mit George Roberts an der Bassposaune bewog ihn, das Instrument zu wechseln. Er erhielt Posaunenunterricht von einem Musiker des Buffalo Philharmonic Orchestra; erste Erfahrungen sammelte er in lokalen Bands und Orchestern, bevor er kurz Mitglied des Buffalo Philharmonic Orchestra wurde.
Er wurde zum Militärdienst eingezogen, den er in Europa ableistete, wo er in der Seventh Army Symphony spielte und bis zu seiner Entlassung aus der Armee 1956 auf Tourneen ging. Anfang 1957 zog er nach New York, um die Manhattan School of Music zu besuchen. Er studierte bei Jon Clarke und Allen Ostrander; an den Wochenenden spielte er in verschiedenen Bands, darunter den Orchestern von Les Brown und Billy May. Erste Plattenaufnahmen entstanden 1959, als er im Ernie Wilkins Orchestra die Sängerin Carmen McRae begleitete (Something to Swing About).
Faulise arbeitete dann ab den frühen 1960er-Jahren in den Orchestern von Dizzy Gillespie und war Mitglied von Kai Windings Posaunen-Septett (The Incredible Kai Winding Trombones, Impulse!, 1960). Ferner wirkte er bei Aufnahmen von Cannonball Adderley, Oscar Peterson, Art Farmer, Jimmy Smith, Quincy Jones (Quintessence), Oliver Nelson, Urbie Green, J. J. Johnson und Benny Goodman mit. Als vielbeschäftigter Studiomusiker ist er auf über tausend Plattensessions, Jingles und Filmmusiken zu hören (Alle sagen: I love you, 1996); Faulise war auch als Theatermusiker am Broadway tätig, zwanzig Jahre arbeitete er mit Frank Sinatra zusammen. In späteren Jahren arbeitete er auch mit Eumir Deodato (Prelude), Freddie Hubbard (Sky Dive) und Gunther Schuller (Epitaph). Im Bereich des Jazz war er zwischen 1959 und 2007 an 185 Aufnahmesessions beteiligt.
1987 und 1989 wurde er von der National Academy of Recording Arts and Sciences als Most Valuable Player ausgezeichnet.
Ab den 1960ern lebte er mit seiner Familie in River Vale.

## Publikationen (Auswahl)
- Paul Faulise & Tony Studd: Conn Trombone Slide Chart. Conn Corp., 1970